# 国利民福の会事件
国利民福の会事件（こくりみんぷくのかいじけん）は1987年から1988年に日本で起きた無限連鎖講事件。国利民福の会は日本の全都道府県の10552人から約37億円の出資金を集めた。
この記事では、同会の会長をつとめた平松重雄（ひらまつ しげお）についても記す。

## 概要
1987年1月、大阪府吹田市にて天下一家の会の元理事平松重雄らによって国利民福の会が設立される。無限連鎖講と同様のシステムをとっていたが、当時の無限連鎖講の防止に関する法律が「金銭の授受」のみを罰則対象に挙げていたことに着目し、国債30万円分を購入して、それを加入権利として授受し、会が指定する上位会員2人に15万円ずつ郵送するというシステムをとった。ただし、資金調達を目的として、一部の会員の間で現金のやりとりがあったが、これは1988年当時でも違法となっていた。また、勧誘の際には国民金融公庫から無担保融資がうけられるとしていた。
入会に際しては上位会員に送る国債とは別に、6万円の収入印紙を購入したうえで、それを会の本部に送ることを要件とした。印紙代は国庫収入となり、会の関係者の利益にはならない。このようなシステムや、国営化されることを匂わすことにより、政府関係者の意をうけた事業であることを装った。
会の活動は国会でも問題となった。その結果として、1988年4月に無限連鎖講の防止に関する法律について、「金銭の授受」から「金品の授受」へ条文を改正することで、国債等も対象にするようになった。この際に平松は同法の改正案が成立した時点での解散を表明し、実際に同法が施行される前日の同年8月1日には正式に同会を解散している。
同年、大阪府警が詐欺罪の容疑で平松らを逮捕した。しかし、無限連鎖講の防止に関する法律の施行の前日に会が解散したことから、無限連鎖講としての摘発はできなかった。平松らは完全無罪を主張した。元会員のなかにもその主張に同意し、裁判費用のカンパを行ったり、食料品を送ったりする者がいたという。しかし、1993年に大阪地方裁判所で懲役3年・執行猶予5年の有罪判決を受けた。元会長補佐の男性も懲役1年・執行猶予4年の有罪判決を受けている。無限連鎖講に詐欺罪が適用されたのは、この事件がはじめてであった。平松らは判決は間違っているとして控訴することを表明したが、結局控訴を行わなかったため、大阪地裁での判決が確定することになった。

## 年表
- 1987年（昭和62年）1月 - 平松重雄らによって国利民福の会が設立。
- 1988年（昭和63年）2月2日 - 東京弁護士会が国利民福の会の法的規制を法務省や警察庁へ要望[15]。
- 同年2月23日 - 衆議院予算委員会内で国利民福の会の活動について言及される[16]。
- 同年3月14日 - 国利民福の会の会員が平松らに対して訴訟を提起[15]。
- 同年4月 - 無限連鎖講の防止に関する法律が成立[17]。このころから会は休眠状態となる。
- 同年8月1日 - 同会が解散。
- 同年10月 - 平松らが詐欺罪で逮捕される。
- 1993年（平成5年）4月 - 平松に大阪地裁で懲役3年・執行猶予5年、元会長補佐に懲役1年・執行猶予4年の判決がなされる。平松らは控訴せず、判決確定。

## 元会長について
平松は岡山県倉敷市生まれで、大阪府内で自動車販売会社を経営中、1960年ごろに天下一家の会の内村健一と知り合った。天下一家の会では支部長を経て理事に昇進したが、のちに資金の問題から内村と対立することになる。
同会の破産を機に平松は天下一家の会被害者同盟の書記長に転じることになったが、国利民福の会での無限連鎖講活動を問題視され、同盟を除名されている。

## その後
平松は会の解散後、吹田市内で元メンバーらとともに政治団体憲法改正同志会を設立、主宰した本人によると、システムの国営化に向けて、勉強会を開催していたという。その後平松は山口県下松市に移住し、2004年の第20回参議院議員通常選挙山口県選挙区に立候補したが、5人中4位で落選している。また、2005年の第44回衆議院議員総選挙にも神奈川県第11区からの立候補を表明したが、結局立候補は取りやめた。これらの立候補をはじめとする政治活動の際にも、「国利民福のシステム」が日本の危機を救う、という旨の主張をしていた。

## 関連する事件
国債を用いた無限連鎖講は、前述の衆議院予算委員会での政府委員の答弁によると、同会を含め3つ存在していたとされる（ほかの2つは同会よりも先に事実上解散していた）。
また、会の元幹部が「グルメの会」を標榜した無限連鎖講を設立しており、これも問題となった。